# Gustav Müller (Schauspieler, 1873)

Gustav Müller

Gustav Müller (* 15. September 1873 in Ottakring, Österreich-Ungarn; † 26. August 1936 in Wien) war ein österreichischer Schauspieler, Operetten-Sänger, Bühnen-Regisseur und Theaterleiter.

## Leben und Wirken
Der ältere Bruder des österreichischen Filmverleihers und -Produzenten Robert Müller stand seit den frühen 1890er Jahren auf der Bühne, wirkte, als Sänger wie als Schauspieler, zunächst in der k.u.k.-Provinz (z. B. in Wiener Neustadt, Salzburg und, von der Spielzeit 1898/99 bis 1910, an der Operette des Brünner Stadttheaters) und erlangte vor allem Erfolge im Operettenfach. Gustav Müller reüssierte auch mit komischen Rollen und erspielte sich damit im Wien der ausgehenden Kaiserzeit Österreich-Ungarns einige Popularität. Im frühen 20. Jahrhundert machte er sich auch einen Namen als Theaterdirektor und leitete, als er noch offiziell in Brünn engagiert gewesen war, ab 1905 Stuttgart-Cannstatts Königliches Wilhelma-Theater. Anschließend war Müller in Wien mit der Leitung des Metropoltheaters, des Komödienhauses und auch ein Jahr lang mit der des Wiener Stadttheaters betraut. Zwischenzeitlich ging er mit seinen Ensembles immer mal wieder auf Theatertourneen, die ihn auch ins Ausland führten. Im Rahmen von Festspielen brachte Müller musikalische Stücke (Operetten) von Franz Lehár, Leo Fall und Emmerich Kálmán zur Aufführung.
1915 in Wien angekommen, gelang Gustav Müller über seinen Bruder auch der Einstieg ins Filmgeschäft, und man sah ihn im Ersten Weltkrieg, als er als Sänger an Wiens Spielstätten Apollo-Theater und dem Bürgertheater verpflichtet gewesen war, vor allem in Robert-Müller-Produktionen (Das Kriegspatenkind, Einen Jux will er sich machen). Dennoch waren Gustav Müllers Ausflüge vor die Kamera lediglich sporadisch und besaßen eklektischen Charakter – seltene Hauptrolle 1928 als Dienstmann Nr. 13 in der gleichnamigen Robert-Müller-Produktion, letzter Auftritt 1933 als Perückenmacher in Alfred Deutsch-Germans wenig gesehenem Haydn-Film Der Musikant von Eisenstadt. Er blieb aber stets primär ein Mann der Bühne. In den ersten Jahren nach dem Krieg kehrte Müller nach einer Stippvisite in Berlin zur Theaterleitung zurück und führte mit Georg Höllering das Wiener Komödienhaus. In seinen späten Jahren wirkte Müller als Theaterleiter des Stuttgarter Operettenhauses, wo er vor allem die Tradition der Wiener Operette pflegte. Gustav Müller starb nur wenige Tage vor Vollendung seines 73. Lebensjahres und wurde von der österreichischen Presse in zahlreichen Nachrufen gewürdigt, er starb allerdings, wie offizielle Unterlagen bestätigen, statt an dem publizierten 27. August 1936 bereits einen Tag vorher.

## Filmografie
- 1915: Das Kriegspatenkind
- 1916: Einen Jux will er sich machen
- 1920: Gustavs Leidensweg (auch Regie)
- 1926: Küssen ist keine Sünd’
- 1928: Glück bei Frauen
- 1928: Dienstmann Nr. 13
- 1931: Purpur und waschblau
- 1931: Wiener Zauberklänge
- 1932: Der Prinz von Arkadien
- 1933: Der Musikant von Eisenstadt